# 山本豊三
山本 豊三（やまもと とよぞう、1940年2月1日 - 2022年10月11日）は、日本の俳優。
東京都出身。父親は俳優の山本礼三郎。数多くの映画に出演した。小坂一也、三上真一郎と共に松竹三代目三羽烏の1人と言われた。エランドール賞新人賞受賞者。
2022年10月11日午後5時16分、くも膜下出血のため神奈川県藤沢市内の病院で死去。82歳没。

## 出演歴

### 映画
- 海賊船（1951年）- 一郎 デビュー作[1]。
- 下郎の首（1955年）- 静馬（息子）
- 二宮尊徳の少年時代（1957年）
- “噴水”より　抵抗する年令（1958年）
- 野を駈ける少女（1958年）[1]
- 明日をつくる少女（1958年）
- 明日の太陽（1959年）
- 月見草（1959年）
- ふるさとの風（1959年）
- 若い素顔（1959年）
- 惜春鳥（1959年）− 馬杉彰

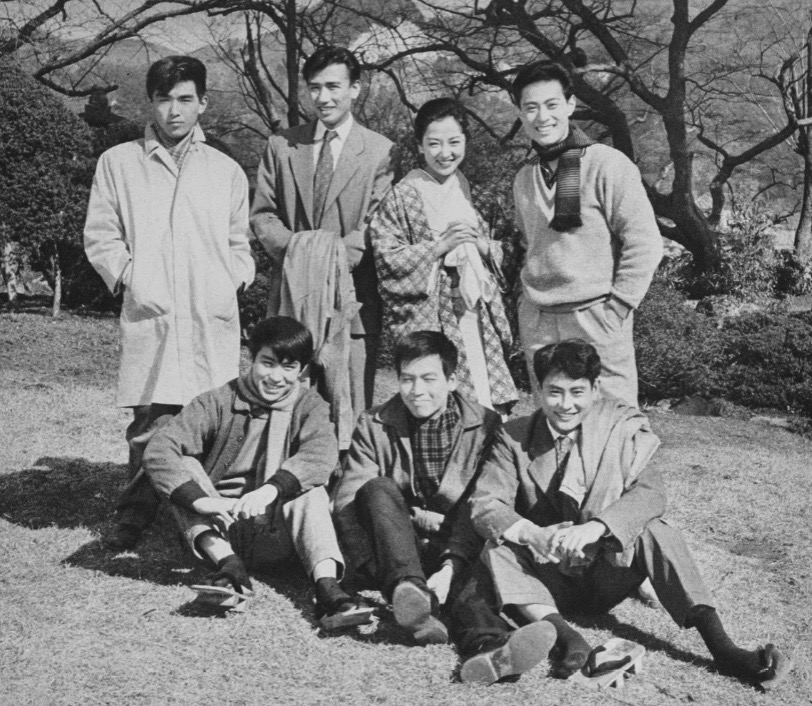
『惜春鳥』（1959年）

- 三羽烏三代記（1959年）- 松竹三代目三羽烏
- いたづら（1959年）
- 春を待つ人々（1959年）
- 春の夢（1960年）- ヨッちゃん
- 恋人（1960年）[1]
- 若手三羽烏・女難旅行（1960年）
- 予科練物語 紺碧の空遠く（1960年）
- 続次郎物語　若き日の怒り（1960年）
- 私は忘れない（1960年）
- 暴れん坊三羽烏（1960年）
- 離愁（1960年）
- 俺たちに太陽はない（1960年）
- 女の橋（1961年）
- サラリーマン手帳 夢を失わず（1961年）
- ふりむいた花嫁（1961年）
- サラリーマン手帳 坊っちゃん社員とぼんぼん社員（1961年）
- のれんと花嫁（1961年）
- 愛する（1961年）
- クレージーの花嫁と七人の仲間（1962年）
- はだしの花嫁（1962年）
- 充たされた生活（1962年）- 辛島
- 川は流れる（1962年）- 石田克巳
- 二人で歩いた幾春秋（1962年）- 野中利幸
- 歌え若人達（1963年）- ケネディの学生
- 若いやつ（1963年）
- 男の嵐（1963年）
- 見上げてごらん夜の星を（1963年）- 寺山治
- 太陽を抱く女（1964年）
- あはずれ（1966年）- 矢代三郎
- わが愛星に祈りて（1966年）
- (秘)トルコ風呂（1968年）- 高原文吾
- 残酷・異常・虐待物語 元禄女系図（1969年）- 半次
- (秘)女子大生 妊娠中絶（1969年）- 修
- 超高層のあけぼの（1969年）- 学生時代の古川教授
- やくざ刑罰史 私刑!（1969年）- 雨宮
- 鉄火場慕情（1970年）- 相馬忠男
- スキャンダル夫人（1973年）
- 人間革命（1973年）- インターン
- しなの川（1973年）- 辰之肋
- 港のヨーコ・ヨコハマ・ヨコスカ（1975年）- 吉岡千吉

### テレビドラマ
- 誰か見ている（1956年、TBS） - 山崎晴夫
- 遊星人M（1956年 - 1957年、TBS） - 早野少年
- ザ・ガードマン 第129話「勲章は高くつく」（1967年9月22日、TBS） - 坂井
- キイハンター 第9話「海に消えた女」（1968年6月1日、TBS）
- 特別機動捜査隊（NET）
  - 第351話「鬼火」（1968年7月17日）
  - 第390話「愛の防風林」（1969年4月16日）
  - 第396話「復活」（1969年5月28日）
  - 第422話「上流階級」（1969年12月3日）
  - 第428話「古都」（1970年1月14日）
  - 第429話「愛の日記」（1970年1月21日）
  - 第667話「失われた週末」（1974年8月14日）
  - 第760話「三億円エレジー」（1976年6月9日）
  - 第763話「逆光線の女」（1976年6月30日）
- 旅がらすくれないお仙（1968年10月6日、NET）
- 銭形平次（フジテレビ）
  - 第155話「誓いの匕首」（1969年4月16日） - 佐吉
  - 第303話「州崎弁天横丁」（1972年2月23日） - 弥之助
- 木下恵介アワー / 太陽の涙（1971年 - 1972年、TBS） - 前田昭三郎
- 右門捕物帖 第7話「双つの顔」（1974年5月15日、NET）
- 家なき子（1975年、TBS） - 古川俊三
- 遠山の金さん 第2シリーズ 第21話「女掏摸母子草」（1979年7月19日、テレビ朝日） - 新次郎